# Thela Hun Ginjeet
Thela Hun Ginjeet è un singolo del gruppo musicale britannico King Crimson, il secondo estratto dall'ottavo album in studio Discipline e pubblicato nel 1981.

## Tracce
Testi di Adrian Belew, musiche dei King Crimson.
Lato A
1. Thela Hun Ginjeet – 6:25

Lato B
1. Elephant Talk – 4:42

## Formazione
- Adrian Belew – chitarra, voce principale
- Robert Fripp – chitarra, devices
- Tony Levin – Chapman Stick, basso, voce di supporto
- Bill Bruford – batteria